# 倒債
倒債，泛指個人或公司因採取破產或清算或落跑（夜逃），導致持有支票債權人或持有債券的投資人血本無歸。

## 案例
- 美國次級房貸危機
- 雷曼連動債倒債事件
- 翁茂鍾倒債賄賂事件，富商翁茂鍾擁有怡華公司，1997年卻因投資外幣選擇權交易慘賠，積欠法國巴黎銀行（原名百利達銀行）946萬美元，但質押的本票1,000萬美元，竟讓其公司財務副總經理吳仙富向臺灣臺南地方檢察署檢察官曲鴻煜自首，自稱蓋的公司章是偽造的，因此倒債不用還銀行，甚至花錢打點司法檢調人員干預此次審判案件[1]，稱時任銀行經理諸慶恩被控偽造定存單，案件上訴三審時時任銀行經理諸慶恩因案判刑後含冤病故[2]。22年後的2025年1月臺灣高等法院裁定開始再審，3月終於為諸慶恩平反，臺灣高等檢察署撤回翁茂鍾的上訴，維持一審無罪判決確定[3][4]，最高檢察署也發布新聞稿指出，「公義使邦國高舉」，臺灣法律史上歷經非常上訴、再審等救濟程序最複雜的諸慶恩案，於諸慶恩歿後22年終獲無罪判決確定，也創下檢察官成功為死亡被告平冤的司法先例[5][6]。

## 相關作品
漫畫
- 《詐欺獵人》，第1冊，「古董美術商支票侵吞詐欺案」

## 外部連結
- 標普評估全美162企業有倒債風險　麥當勞也借不到錢